# Patrizia Pesenti
Patrizia Pesenti (Locarno, 13 dicembre 1958) è un'avvocata e politica svizzera.

## Biografia
Nata a Locarno, ha frequentato il liceo Kantonsschule Zürcher Oberland a Zurigo. Laureata all'Università di Zurigo in giurisprudenza nel 1983, è avvocato dal 1985. Dal 1985 al 1999 è stata giudice del Tribunale dei minorenni. È stata eletta nel Consiglio di Stato del Canton Ticino il 18 aprile 1999.
Il suo percorso professionale e politico comprende anche:
- membro del consiglio regionale della CORSI, cooperativa Radiotelevisione della Svizzera italiana dal 1995 al 2007
- presidenza della Commissione cantonale di vigilanza sanitaria,
- membro della Commissione cantonale di aiuto alle vittime di reati,
- consigliere comunale a Lugano (1992-94) e poi a Gentilino (1994-1998),
- membro del Comitato della Conferenza svizzera delle direttrici e dei direttori cantonali della sanità (http://www.gdk-cds.ch/) e della Commissione federale dei principi e prestazioni dell'assicurazione malattia.
- membro del consiglio d'amministrazione di Credit Suisse (Svizzera) SA.

Dal gennaio 2004 al 2008 ha presieduto la Commissione LAMal della Conferenza dei direttori cantonali della sanità. Ha diretto il Dipartimento della sanità e della socialità in seno al Consiglio di Stato ticinese. Il 3 dicembre 2009, davanti al Comitato cantonale del suo partito, ha annunciato l'intenzione di non sollecitare un quarto mandato.